# Macmillan Publishers
Macmillan Publishers (também conhecida como the Macmillan Group) é uma editora e distribuidora de livros britânica fundada em 1843 pelos irmãos Daniel Macmillan e Alexander Macmillan. Com filiais em 41 países, pertence à Holtzbrinck Publishing Group.